# Dries Holten
Dries Holten, más conocido por su nombre artístico, Andres (Cimahi, Indonesia, 30 de enero de 1936-15 de abril de 2020), fue fundador y mitad creativa del dúo Sandra & Andres entre 1966-1975 y posteriormente del dúo Rosy & Andres con los que gozó de muchísima popularidad en Holanda, Bélgica, Luxemburgo y Alemania durante la década de los 70.

## Carrera
Era el principal compositor de las canciones y participó en el Festival de la Canción de Eurovisión. Durante su carrera obtuvo varios discos de Plata, Oro y Platino que avalan su carrera como cantante, productor, compositor y letrista. Uno de sus mayores éxitos internacionales fue la canción Immer Wieder Sonntags interpretada por el dúo alemán Cindy & Bert a finales de los 70 y hasta la fecha es la sintonía de uno de los programas de televisión de mayor audiencia en Alemania.[cita requerida]
Falleció el 15 de abril de 2020 a los ochenta y cuatro años.

## Festival de Eurovisión
En 1972, cantó la canción "Als het om de liefde gaat" formando un dúo con Sandra Reemer (ella fue presentada como Sandra y él como Andres), alcanzando la cuarta plaza.